# نبرد مولودی
نبرد مولودی یا نبرد مولودینسکایا (به روسی: Молодинская битва) نبرد بزرگی بود که از ۲۹ ژوئیه تا ۲ اوت ۱۵۷۲ میلادی در نزدیکی روستای مولودی از توابع مسکو بین سپاه روسیه تزاری به رهبری شاهزاده میخائیل وروتینسکی و شاهزاده دیمیتری خوروستینین و سپاه خانات کریمه به رهبری دولت گرای یکم که از طرف عثمانی هم حمایت شده بود، درگرفت. اگرچه سپاه عثمانی-کریمه از برتری عددی برخوردار بود، اما به سختی شکست خورد. از نظر اهمیت، نبرد مولودی جزو نبردهای کلیدی در تاریخ روسیه محسوب می‌شود. بیشتر سربازان کریمه در این نبرد جان باختند که موجب ضعف خانات شد. در نتیجه، راه برای گسترش بیشتر روسیه به سمت شرق و جنوب شرقی باز گشت و امپراتوری عثمانی مجبور شد از نقشه‌های خود برای پیشروی به منطقه ولگا چشم بپوشد.